# بني بكر (تعز)
بني بكر هي إحدى قرى جمهورية  اليمن  تتبع جغرافيا محافظة لحج وإداريًا مديرية الحد يبلغ تعداد سكانها 6214 نسمة حسب الإحصاء الذي أجري عام 2004